# Snežnica
Snežnica je naseljeno mjesto u okrugu Kysucké Nové Mesto u Žilinskom kraju u Slovačkoj.

## Stanovništvo
| Godina:     | 1993. | 2003.   | 2013.   | 2023.   |
| ----------- | ----- | ------- | ------- | ------- |
| Broj ljudi: | 902   | 981     | 1000    | 1127    |
| Razlika:    |       | +8,75 % | +1,93 % | +12,7 % |

| Godina:     | 2022. | 2023.   |
| ----------- | ----- | ------- |
| Broj ljudi: | 1111  | 1127    |
| Razlika:    |       | +1,44 % |

Prema podatcima o broju stanovnika iz 2023. godine naselje je imalo 1127 stanovnika.

## Vanjske poveznice
|  | Zajednički poslužitelj ima još gradiva o temi Snežnica |

- Službena stranica naselja (sl.)